# Killzone: Mercenary
Killzone: Mercenary är en förstapersonsskjutare utvecklad av Guerrilla Cambridge och gavs ut av Sony Computer Entertainment till Playstation Vita i september 2013. Spelet är det andra bärbara titeln i Killzone-spelserien, och den femte titeln i serien totalt sett. Det är den första delen som inte utvecklas av Guerrilla Games. Spelet äger rum under viktiga händelser och på platser där de tre första delarna av serien utspelade sig i. Spelaren tar rollen som Arran Danner, en legosoldat som jobbar för I.S.A.
Spelet fick positiv mottagning av spelkritiker för dess goda kvalitet för att vara en bärbar förstapersonsskjutare, och fick bättre mottagande än de tidigare två FPS-titlarna till PSVita: Resistance: Burning Skies och Call of Duty: Black Ops - Declassified. Spelet fick beröm för dess spelkontroll och grafik, men fick kritik för dess berättelse och korta kampanjlängd.